# Dióxido de molibdénio
Dióxido de molibdénio é um composto químico com a fórmula MoO2. É um sólido de cor violeta e um condutor metálico. Cristaliza-se numa célula monoclínica, e tem uma estrutura cristalina como o rutilo (TiO2) distorcido. No TiO2, os ânions do óxido estão empacotados compactamente e os átomos de titânio ocupam metade dos interstícios (buracos) octaédricos. No MoO2, os octaedros são distorcidos, os átomos de Mo estão fora do centro, levando à alternância de distancias, Mo - Mo, longas e curtas. A distância curta, Mo - Mo, é de 251 pm, ao qual é menor do que a distância no metal, Mo - Mo, de 272,5 pm. O comprimento de ligação é menor do que seria esperado para uma única ligação. A ligação é complexa e envolve uma deslocalização de alguns dos elétrons de Mo em condutância ao número de ligações para a condutividade metálica.
MoO2 pode ser preparado:
- pela redução do MoO3 com Mo durante 70 horas a 800°C. O tungstênio análogo, WO2, é preparado de forma semelhante.

2 MoO3  +  Mo  →  3 MoO2
- reduzindo MoO3 com H2 ou NH3 abaixo dos 470°C[2]

Monocristais são obtidos por transporte químico ao usar iodo (como agente). O Iodo reversívelmente converte MoO2 num composto volátil, MoO2I2.
Óxido de molibdénio é um constituinte da "técnica do óxido de molibdénio" produzido durante o processamento industrial de MoS2:
2 MoS2 + 7O2 → 2MoO3 + 4SO2
MoS2 + 6MoO3 → 7MoO2 + 2SO2
2 MoO2 + O2 → 2MoO3
O MoO2 tem sido relatado como o catalisador na desidrogenação de álcoois, e na reforma (reformulação) de hidrocarbonetos. Foram produzidos nano-fios de molibdénio através da redução MoO2 depositados em grafite.
A forma mineralógica deste composto é chamada de tugarinovite, mas é um composto raro de ser encontrado.